# أسفل وثب (يهر)

تعديل مصدري - تعديل

اسفل وثب هي إحدى قرى عزلة يهر بمديرية يهر التابعة لمحافظة لحج، بلغ تعداد سكانها 64 نسمة حسب تعداد اليمن لعام 2004.